# Anacamptodes sancta
Anacamptodes sancta là một loài bướm đêm trong họ Geometridae.